# Дун Фанджуо
Донг Фангджуо (на китайски: 董芳卓) е бивш китайски футболист, нападател.

## Кариера
Първият професионален клуб на Донг е Далян Сайделонг. През 2002 г. тимът завършва втори в Лига Б, а Донг си спечелва трансфер в най-силния по това време клуб в Китай – Далян Шиде. Първия си гол за Шиде вкарва в квалификациите на Азиатската шампионска лига. В местния шампионат записва само 8 мача.
През януари 2004 г. става първият играч от източна Азия в тима на Манчестър Юнайтед. „Червените дяволи“ закупуват правата на футболиста за 500 000 паунда. Фангжоу обаче не получава работна виза и е даден под наем на сателитния тим на Юнайтед Роял Антверп. В първия си сезон в Белгия изиграва 9 мача и вкарва 1 гол. Роял изпада от Юпитер Лигата. През 2004/05 Донг става титулярен нападател, въпреки проблемите с контузии. Китаецът вкарва 7 гола в 22 мача. През 2005/06 става голмайстор на белгийската Втора дивизия с 18 точни попадения.
В началото на 2007 г. получава работна виза и се връща в състава на Манчестър Юнайтед. Единствения си мач в първенството записва на 9 май 2007 г. срещу Челси. През септември 2007 г. играе в мач от Купата на лигата срещу Ковънтри. В края на годината става вторият китаец, играл в Шампионската лига, след като се появява в игра срещу Рома. Това е и последния мач на Фанджуо за Юнайтед, след като нападателят лекува контузия до края на сезона.
През август 2008 г. е освободен от английския клуб. Донг се завръща в Далян Шиде. Представянето му в тима обаче е далеч от очакванията, като за два сезона Донг вкарва само 1 гол във всички турнири. През 2010 г. подписва с полския Легия Варшава. Там обаче записва само 2 мача, преди да бъде отстранен от отбора. След това играе в Портимоненсе. На 17 декември 2010 г. вкарва гол срещу тима на Шинфаеш в Купата на Португалия.
През март 2011 г. подписва с арменския Мика. Там вкарва 4 гола в 21 мача. През 2012 г. Донг се завръща в Китай с екипа на Хунан Билоулс. През 2014 г. за кратко играе за Хебей Чайна Форчън.

## Национален отбор
През 2005 г. Донг дебютира за китайския национален отбор и играе за тима до 20 години на Световното първенство за младежи. На 3 юни 2006 г. вкарва първия си и единствен гол за Китай в мач срещу Швейцария, загубен с 1:4. През 2008 г. играе за олимпийския тим на домакинската Олимпиада в Пекин и вкарва гол в срещата с Нова Зеландия.

## Статистика
| Клуб               | Сезон     | Лига   | Лига   | Купа   | Купа   | Общо   | Общо   |
| Клуб               | Сезон     | Мачове | Голове | Мачове | Голове | Мачове | Голове |
| ------------------ | --------- | ------ | ------ | ------ | ------ | ------ | ------ |
| Далян Сайделонг    | 2002      | 18     | 2      | 0      | 0      | 18     | 2      |
| Далян Шиде         | 2003      | 8      | 0      | 0      | 0      | 8      | 0      |
| Роял Антверп       | 2003 – 04 | 9      | 1      | 0      | 0      | 9      | 1      |
| Роял Антверп       | 2004 – 05 | 19     | 6      | 3      | 1      | 22     | 7      |
| Роял Антверп       | 2005 – 06 | 29     | 18     | 1      | 0      | 30     | 18     |
| Роял Антверп       | 2006 – 07 | 14     | 9      | 1      | 2      | 15     | 11     |
| Роял Антверп       | Total     | 71     | 34     | 5      | 3      | 76     | 37     |
| Манчестър Юнайтед  | 2006 – 07 | 1      | 0      | 0      | 0      | 1      | 0      |
| Манчестър Юнайтед  | 2007 – 08 | 0      | 0      | 2      | 0      | 2      | 0      |
| Манчестър Юнайтед  | Total     | 1      | 0      | 2      | 0      | 3      | 0      |
| Далян Шиде         | 2008      | 11     | 0      | 0      | 0      | 11     | 0      |
| Далян Шиде         | 2009      | 15     | 0      | 0      | 0      | 15     | 0      |
| Далян Шиде         | Total     | 26     | 0      | 0      | 0      | 26     | 0      |
| Легия Варшава      | 2009 – 10 | 2      | 0      | 2      | 0      | 4      | 0      |
| Портимоненсе       | 2010 – 11 | 3      | 0      | 1      | 1      | 4      | 1      |
| Мика               | 2011      | 21     | 4      | 3      | 2      | 24     | 6      |
| Хунан Билоулс      | 2012      | 25     | 7      | 0      | 0      | 25     | 7      |
| Хунан Билоулс      | 2013      | 18     | 2      | 1      | 0      | 19     | 2      |
| Хунан Билоулс      | Total     | 43     | 9      | 1      | 0      | 44     | 9      |
| Хебей Чайна Форчън | 2014      | 7      | 2      | 0      | 0      | 7      | 2      |
| Общо               | Общо      | 193    | 49     | 14     | 6      | 207    | 55     |